# Bene Merenti-Orden des Regierenden Hauses

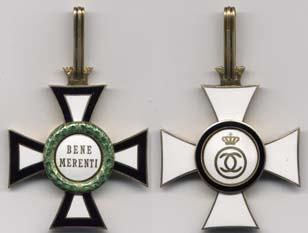
II. Klasse, Abteilung für Herren

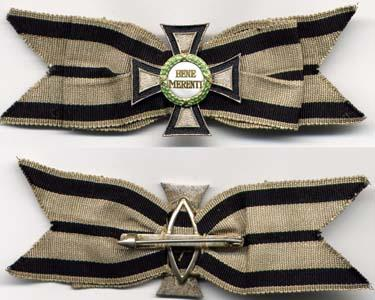
III. Klasse, Abteilung für Damen

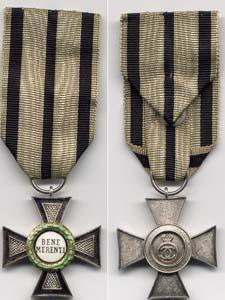
IV. Klasse, Abteilung für Herren

Der Bene Merenti-Orden des Regierenden Hauses (rumänisch Ordinul Bene Merenti al Casei Domnitoare) geht auf eine Stiftung der 1857 durch den Fürsten von Hohenzollern, Karl Anton, gegründete Bene-merenti-Medaille zurück und wurde per Dekret Nr. 2836 vom 16. Dezember 1935 durch König Carol II. als Orden übernommen. Er sollte außergewöhnliche, dem rumänischen Königshaus geleisteten Dienst belohnen.

## Ordensklassen
Der Orden besteht aus vier Klassen für Herren und drei Klassen für Damen sowie einer angeschlossenen Medaille in drei Stufen.

### Abteilung für Herren
- I. Klasse – Halskreuz mit Krone
- II. Klasse – Halskreuz
- III. Klasse – Offizierskreuz
- IV. Klasse – Ritterkreuz

### Abteilung für Damen
- I. Klasse – Ordenskreuz mit Strahlen
- II. Klasse – Ordenskreuz ohne Strahlen
- III. Klasse – Ordenskreuz ohne Emaille

### Affiliiertes Ehrenzeichen
- Medaille I. Klasse – vergoldet
- Medaille II. Klasse – versilbert
- Medaille III. Klasse – Bronze

## Ordensdekoration
Das Ordenszeichen ist ein Silber vergoldetes weiß emailliertes Tatzenkreuz mit einem schwarz emaillierten breiten Rand. Im weiß emaillierten Medaillon, der von einem dichten hellgrünen Lorbeerkranz umschlossen ist, die zweizeilige Inschrift  BENE MERENTI . Rückseitig ist das Kreuz weiß emailliert und zeigt im Medaillon, dass von einem schwarz emaillierten Reif umschlossen ist, die gekrönte und gespiegelte Initiale  C  (Carol).
Das Kreuz der I. Klasse wird von einer Krone überhöht, die III. und IV. Klasse ist lediglich aus Silber und ohne Emaille.
Für Militärverdienste konnte der Orden auch mit gekreuzten Schwertern durch die Kreuzwinkel verliehen werden.
Die affiliierte runde Medaille ist aus Bronze gefertigt und in der I. und II. Klasse vergoldet bzw. versilbert. Sie zeigt das nach recht  gewendete Brustbild Carol I. mit der Umschrift CAROLUS I REX ROMANIAE (Carol I. König von Rumänien). Im Revers die zweizeilige Inschrift BENE MERENTI, die von einem dichten Kranz aus Lorbeer- (recht) und Eichenblättern (links) umschlossen ist. 

## Trageweise
Die I. und II. Klasse der Herren wurde als Halsorden getragen, die III. Klasse als Steckkreuz sowie die IV. Klasse ebenso wie die Medaille am Band auf der linken Brustseite. Damen trugen die Auszeichnung ausschließlich an einer Schleifen auf der linken Brustseite.
Das Ordensband ist silbern mit drei schwarzen Streifen.

## Sonstiges
Per Dekret vom 8. März 1940 hob Carol II. den Orden auf und ersetzte ihn durch den am gleichen Tage gestifteten St. Georgsorden. Die Medaille bildeten fortan das Bene-Merenti-Kreuz für Rettung.